# Phalawda
Phalawda (auch Phalauda) ist eine Kleinstadt im indischen Bundesstaat Uttar Pradesh. 
Sie liegt im Distrikt Meerut 25 Kilometer nordnordöstlich der Distrikthauptstadt Meerut sowie 90 km nordöstlich der Bundeshauptstadt Neu-Delhi. 
Die Stadt wurde am 22. Mai 1885 gegründet.
Die Einwohnerzahl von Phalawda betrug beim Zensus 2011 knapp 20.000.